# Poljana Sutlanska
Poljana Sutlanska – wieś w Chorwacji, w żupanii krapińsko-zagorskiej, w gminie Zagorska Sela. W 2011 roku liczyła 105 mieszkańców.